# بكبرس بن يلنقلج
نجم الدين بكبرس بن يلنقلج التركي الناصري الحنفي بكبرس التركي (ت: 652 هـ / 1254م) أحد علماء الفقه والأصول الأحناف. يكنى أبو شجاع وأبو الفضائل. توفي ببغداد. من آثاره: كتاب النور اللامع والبرهان الساطع في شرح عقيدة الطحاوي في مجلد كبير.

## حياته
كان أبو الفضائل نجم الدين بكبرس مولى الخليفة العباسي الناصر لدين الله، وينتسب إليهِ، كان فقيها وكان يلبس ملابس الجنود القباء والسربوش، عرض عليه الخليفة المستنصر بالله قضاء القضاة ببغداد، على أن يلبس العمامة فرفض ولم يوافق، وكان رجلاً فاضلاً. 
روى عنهُ: الحافظ عبد المؤمن الدمياطي ببغداد. وكان لهُ زوجة لها ثروة كبيرة فخلف منها بنتاً واحدة، فماتت زوجته فورثت أبنتهُ مالاً كثيراً من أمها ثم ماتت البنت فجمع أبو الفضائل نجم الدين بكبرس ما كان لأبنتهِ وسير بهِ إلى السلطان وقال أنا عبد لا أرث من ابنتي شيئاً وهي حرة! فرد الخليفة المال عليهِ وأذن لهُ بالتصرف فيهِ حسب اجتهادهِ.
توفي في بغداد يوم 15 شهر ربيع الاول سنة 652 هـ، ودفن إلى جانب الإمام أبي حنيفة النعمان تحت قبتهِ في مقبرة الخيزران.  

## أهم مؤلفاته
لهُ مؤلفات قيمة في الفقه منها:
- الحاوي في الفروع - مختصر بالفقه على مذهب الإمام أبي حنيفة النعمان.
- كتاب شرح العقيدة الطحاوية - مجلد كبير سماه النور اللامع والبرهان الساطع.